# Sammalissaari (ö i Mellersta Finland)
Sammalissaari är en liten ö i Finland. Den ligger i sjön Vatianjärvi och i kommunen Laukas i den ekonomiska regionen  Jyväskylä  och landskapet Mellersta Finland, i den centrala delen av landet, 260 km norr om huvudstaden Helsingfors. Öns area är 1,4 hektar och dess största längd är 220 meter i öst-västlig riktning.